# Gäddgöl (Hycklinge socken, Östergötland)
Gäddgöl är en sjö i Kinda kommun i Östergötland och ingår i Motala ströms huvudavrinningsområde.